# Adorazione dei pastori (De Mura)
L'Adorazione dei pastori è un dipinto olio su tela (420×230 cm) di Francesco De Mura, databile al XVIII secolo e conservato nella chiesa di San Nicola alla Carità a Napoli.

## Descrizione
In questa Adorazione la scena centrale vede la figura della Maria non appena scoperto il Bambino Gesù per mostrarlo ai pastori venuti ad adarorarlo. I pastori sono ritratti di ambo i sessi e con doni in mano; inoltre i più vicini sono raffigurati inginocchiati dinanzi alla scena, mentre i più lontani in piedi.
Attira l'attenzione il particolare del pastore posto in primo piano sulla destra, con in mano la zampogna. Questo è infatti uno strumento tipico dell'Italia meridionale utilizzato tradizionalmente durante i periodi natalizi dinanzi alle immagini della Maria col Bambino. Tale particolare iconografico lo si riscontra anche nelle adorazioni dei pastori di Cesare Fracanzano e di Andrea Vaccaro, quest'ultima presente nella Quadreria dei Girolamini a Napoli.
In secondo piano, alle spalle della Vergine, sul lato destro, è san Giuseppe con le mani congiunte nell'atto di pregare; sul lato sinistro, invece,i è uno sfondo paesaggistico collinare; in alto invece è la presenza di cherubini con un angelo che annuncia la nascita di Gesù.